# Benjamin Boos
Benjamin Boos (* 7. August 2003 in Singen) ist ein deutscher Radsportler.

## Sportlicher Werdegang
Im Alter von neun Jahren gewann Benjamin Boos sein erstes Radrennen in seinem Heimatort Steißlingen und schloss sich daraufhin dem RMSV Mühlhausen an; schon 2013 konnte er 22 Siege verbuchen. Er besucht das Pierre-de-Coubertin-Gymnasium in Erfurt (Stand 2021). Seine sportlichen Schwerpunkte liegen auf Straße und Bahn.
2019 wurde Boos deutscher Jugend-Meister im Straßenrennen. 2020 errang er bei den Junioren-Bahneuropameisterschaften in Fiorenzuola d’Arda drei Medaillen: Gold in der Einerverfolgung, Silber in der Mannschaftsverfolgung sowie Bronze im Zweier-Mannschaftsfahren. Im Jahr darauf wurde er in Kairo mit Luis-Joe Lührs, Ben Felix Jochum, Jasper Schröder und Nicolas Zippan Junioren-Weltmeister in der Mannschaftsverfolgung. Im Zweier-Mannschaftsfahren musste er mit Zippan nach einem Sturz das Rennen aufgeben, nachdem sie zur Hälfte des Rennens geführt hatten.
2022 wurde Benjamin Boos als Ersatzfahrer für die Bahneuropameisterschaften der Elite in München nominiert. Im Januar 2025 gehörte er zu einer Gruppe aus sechs deutschen Radsportlern, die bei einem Trainingsunfall auf Mallorca zum Teil schwer verletzt wurden.

## Auszeichnungen
2021 wurde Benjamin Boos zum deutschen Junioren-Radsportler des Jahres gewählt.

## Erfolge

### Bahn
2020
- Junioren-Europameister – Einerverfolgung
- Junioren-Europameisterschaft – Mannschaftsverfolgung (mit Maximilian Eißer, Moritz Kretschy und Luis-Joe Lührs)
- Junioren-Europameisterschaft – Zweier-Mannschaftsfahren (mit Tim Torn Teutenberg)

2021
- Junioren-Weltmeister – Mannschaftsverfolgung (mit Luis-Joe Lührs, Ben Felix Jochum, Jasper Schröder und Nicolas Zippan)
- Junioren-Europameisterschaft – Einerverfolgung

2023
- U23-Europameisterschaft – Zweier-Mannschaftsfahren (mit Tim Torn Teutenberg)

2024
- U23-Europameisterschaften – Mannschaftsverfolgung (mit Leon Arenz, Bruno Keßler und Ben Felix Jochum)
- Deutscher Meister – Ausscheidungsfahren, Mannschaftsverfolgung (mit Moritz Binder, Tobias Müller, Roger Kluge und Felix Groß)
- Weltmeisterschaft – Mannschaftsverfolgung (mit Tim Torn Teutenberg, Ben Felix Jochum, Bruno Keßler und Felix Groß)

2025
- Deutscher Meister – Scratch
- U23-Europameisterschaft – Mannschaftsverfolgung (mit Moritz Binder, Bruno Keßler, Max-David Briese und Ben Felix Jochum), Zweier-Mannschaftsfahren (mit Bruno Keßler)

### Straße
2019
- Deutscher Jugend-Meister – Straßenrennen